# Переславль-Залесское научно-просветительное общество
Переславль-Залесское научно-просветительное общество (Пезанпроб) — добровольная научная организация, бесплатно работавшая в городе Переславле-Залесском в 1919—1930 годах.

## Общая история
15 февраля 1919 года устав Пезанпроба утверждён Владимирским нотариальным отделом. Устав подписали пять учредителей: Георгий Петрович Альбицкий, Владимир Евгеньевич Елховский, Георгий Аркадьевич Карташевский, А. П. Романовский, Михаил Иванович Смирнов. 30 марта состоялось первое собрание и избрано правление.
Состав Общества по годам: 1919 год — 64, 1920 год — 51, 1921 год — 56, 1922 год — 57, 1923 год — 71, 1927 год — 175 человек. Сначала в работу Общества включилась интеллигенция, которую голод выгнал в Переславль из крупных городов. Здесь можно было прожить натуральным хозяйством. В 1922 году НЭП опустошил ряды сотрудников Общества, которые разъехались по крупным городам, где можно было найти выгодную работу. В 1923 году в Общество включились крестьяне, давшие ему целый ряд этнографических материалов.
Вся научная деятельность участников Общества была бесплатной, и критические статьи считали это важным достоинством Общества:

Отрадно видеть, когда интеллигенция работает не из-за куска хлеба и не по принуждению, но единственно по собственному почину ради долга перед Республикой и из-за горячей любви к своему делу.— Голос труда. 1920. № 289.

За последнее же время всё чаще и чаще приходится слышать, что эта работа невозможна сейчас, что окружающие условия не позволяют заниматься спокойно научной и научно-педагогической работой. Старые, давно нам, к сожалению, знакомые мотивы оправдания своей общественной невоспитанности, отсутствия личной инициативы. Лучшим доказательством этому служат материалы Переславль-Залесского Научного Общества.— Педагогическая мысль. 1920. № 4—6.
За двенадцать лет работы было сделано 253 доклада. Кроме того, были представлены краеведческие записи, анкеты и сочинения, которые не читались. Научные заседания производились в помещении Переславского музея, в клубах, народном доме, в помещении уездного земельного управления.
Широко развернулась просветительная работа Общества. Это были сотни лекций и бесед, которые проводились краеведами в клубах, школах, красных уголках Переславля и его уезда. Члены Общества проводили экскурсии по сбору лекарственных растений, открывали школьные кружки юных краеведов, устраивали музыкально-этнографические вечера.

## Год за годом
Летом 1919 года состоялась экспедиция в село Усолье. Участвовало в ней до 20 членов Общества. Руководителями были: по археологии и истории — М. И. Смирнов, по сбору жуков — С. С. Геммельман, по сбору моллюсков — Б. В. Иванов. Обследованы были дюны у села Соломидина и местность в селе Усолье, где в старину производилось добывание соли. На 19 научно-литературных собраниях члены общества сделали 57 докладов и рефератов.
В 1920 году летом произведён ряд экскурсий по уезду для сбора археологических, хорографических и этнографических материалов.
В 1921 году проделаны пешие командировки по изучению уезда. М. И. Смирнов был в селе Гора-Новосёлка, деревне Новосёлки, сёлах Смоленском, Пожарском и, совместно с В. Е. Елховским, в сёлах Ведомше, Шепелеве, Николе-Кижиле, Осиповой Пустыни, Вёсках, И. А. Жданов — в селе Фалелееве.
В 1925 году совершена экспедиция по рекам Нерли и Кубре на лодках, в которой принимали участие 12 человек. По пути следования были сделаны записи кустарных промыслов и обрядов. А. А. Спицын и член Общества М. И. Смирнов делали разведки на неолитических стоянках по реке Вёксе и у Сомина озера и раскопки погребений у деревни Хмельники. В усадьбе Ботик открыта станция Географического института 1-го МГУ под руководством профессора В. Ф. Пиотровского. Профессор Д. А. Ласточкин продолжал обследование планктона Плещеева озера.
В 1927 году члены Общества вели изучение рыбных промыслов, подготовительные и изыскательные работы по постройке рыбного завода, изучение старейшего в средней полосе России стада Успенской фермы. Действовала грозовая сеть (13 пунктов при 14 наблюдателях), фенологическая сеть (48 пунктов при 50 наблюдателях). За этот год собрания Общества посетили 540 человек.
В 1929 году фенологическая сеть объединяла 62 наблюдательных пункта и 70 наблюдателей.
В начале 1930-х годов Общество закрылось.

## Ключевые научные темы и авторы
- Анатолий Фёдорович Дюбюк начал изучение климата и погоды края. Он устраивал метеорологические наблюдения и организовал метеорологическое бюро, изучал стихийные явления, давал прогноз погоды и урожая.
- Дмитрий Александрович Ласточкин провёл гидробиологическое изучение Плещеева озера.[7]
- Михаил Иванович Смирнов широко изучал историю Переславского края в древности и средних веках.
- Пётр Михайлович Альбицкий исследовал патофизиологические процессы в организме.

## Издательство
С мая 1919 года Общество получило возможность печатать свои доклады в виде приложения к местной газете «Известия». Так вышли № 1—3 и 5 «Докладов Переславль-Залесского научно-просветительного общества». Затем газета прекратилась. На средства, отпущенные уездным отделом народного образования, Общество напечатало № 4, 6—9 «Докладов». Член Общества М. И. Смирнов на собственные деньги отпечатал № 10.
Часть этнографических материалов Общества издана в «Отчётах по обследованию придорожных районов Северной железной дороги»: выпуск 13 «Частушки Переславль-Залесского уезда» и выпуск 14 «Сказки и песни Переславль Залесского уезда».
Общество опубликовало 20 выпусков своих «Докладов».

## Пезанпроб сегодня
С 1986 года звучат предложения возродить краеведческое общество в Переславле.
В 1989 году председатель переславского отделения ВООПИК Валерий Андреевич Попов объявил о том, что при отделении ВООПИК и музее создана краеведческая секция, которая продолжит традиции Пезанпроба.